# Zeger Bernhard van Espen
Zeger Bernhard van Espen (* 9. Juli 1646 in Löwen; † 2. Oktober 1728 in Amersfoort) war ein niederländischer Kirchenjurist.

## Leben
Nach dem Studium der Theologie und des kanonischen Rechts in Löwen empfing van Espen 1673 die Priesterweihe. 1675 wurde er Professor des kanonischen Rechts in Löwen.
Im sogenannten Jansenistenstreit unterstützte van Espen die Sache der Jansenisten, so kam sein Werk Jus ecclesiasticum universum 1704 auf den Index librorum prohibitorum.
Nachdem das Domkapitel in Utrecht die Bulle Unigenitus Dei filius von 1713 nicht anerkannt hatte und 1723 gegen den Widerstand der römischen Kurie Cornelius Steenoven zum Erzbischof wählte und von Dominique Marie Varlet weihen ließ, verteidigte er in einem Gutachten die Rechtmäßigkeit von Wahl und Weihe. Aus diesem Grunde wurde er von seinem Lehramt suspendiert. Nachdem er vom Erzbischof von Mecheln zum Widerruf aufgefordert wurde, floh er über Maastricht nach Amersfoort und schloss sich dort der alt-katholischen Kirche der Niederlande an. Seine gesamten Schriften wurden 1734 verboten, was ihre Wertschätzung jedoch nicht beeinträchtigte. Van Espen galt als einer der einflussreichsten Vertreter des Episkopalismus.

## Werke

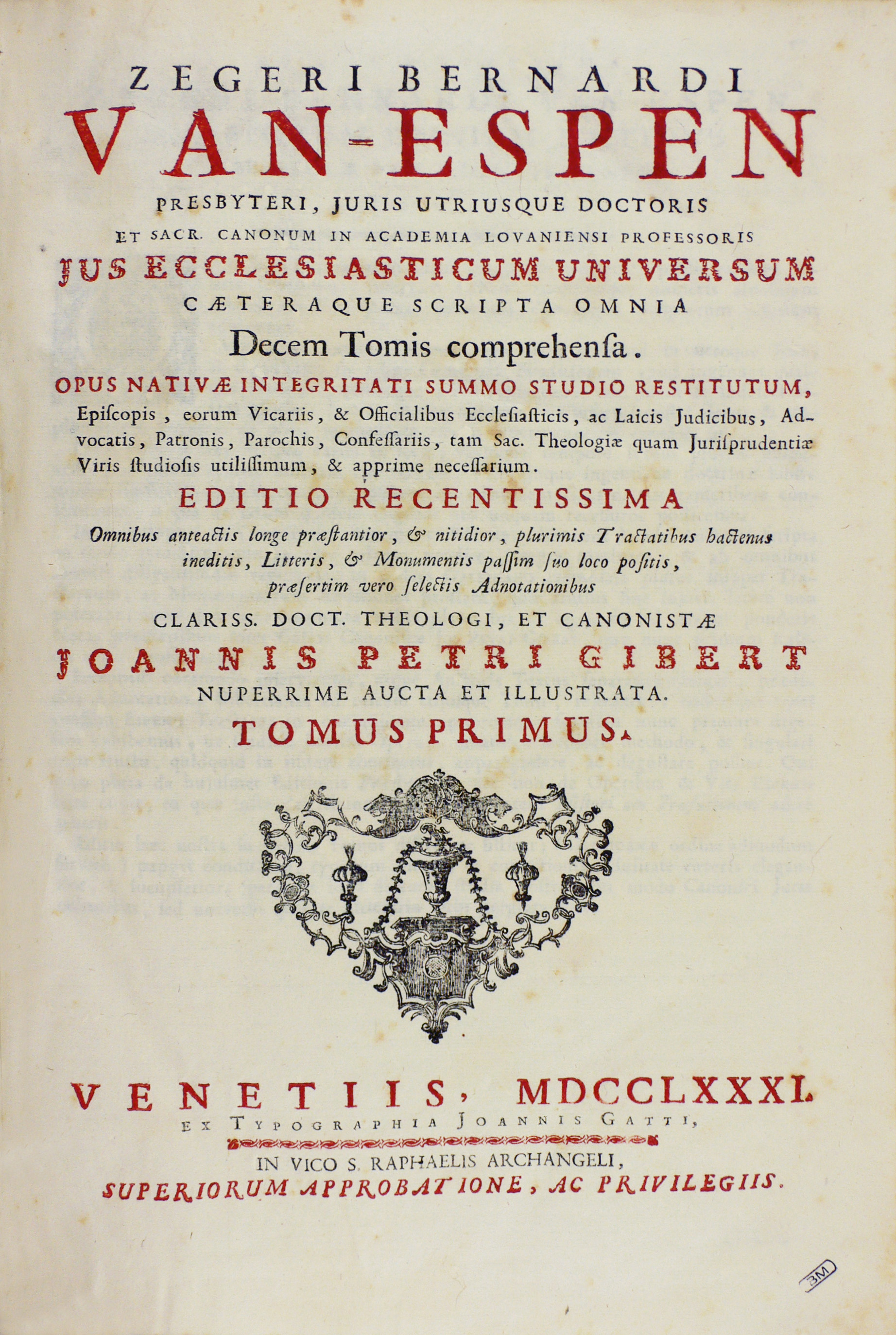
Jus ecclesiasticum universum, 1781

- Jus ecclesiasticum universum. 2 Bde., Löwen 1700, Brüssel 1710. Neuausgabe: 5 Bde., Mainz 1791.